# Josep Rodrigo Botet
Josep Rodrigo Botet (Manises, 2 d'abril de 1842 — Madrid, 3 de juliol de 1915) va ser un enginyer i paleontòleg valencià.

## Biografia
Naix a Manises l'any 1842, era fill d'un matrimoni de terrissaires, Onofre Rodrigo Aliaga i Teresa Botet Royo. L'any 1856 la família es traslladà a València, on van obrir una botiga d'objectes de ceràmica a la plaça Redona.
Ben jove va iniciar la carrera militar i va ser destinat a Cuba. L'any 1864 va ser acusat de conspirador carlí, el que li va valdre l'expulsió de l'exèrcit i la presó. Va ser empresonat a les illes Canàries i després a les torres de Quart de València. Va eixir en llibertat en el context de la revolució Gloriosa. Inicialment va donar suport al bàndol de Carles VII en la tercera guerra carlina, amb iniciatives polítiques i militars en el Maestrat valencià. Això li va suposar períodes d'exili a França. Després va actuar com a espia infiltrat del govern en les files carlines. L'any 1875 va ser acusat de frau empresarial i es va haver d'exiliar novament a França, des d'on va marxar a l'Argentina en companyia de la seua segona esposa i del naturalista català Enric Carles.
A Argentina va estudiar enginyeria atret per les possibilitats d'evolució professional que oferia el país, que es trobava en ple procés de desenvolupament. Com a enginyer va participar en la planificació urbanística de la ciutat de La Plata, destinada a ser la nova capital de la nació. També va participar en els projectes de construcció de les dàrsenes del port de Buenos Aires, diverses obres d'enginyeria i sanejament a la mateixa ciutat, el traçat de línies ferroviàries cap a l'interior del país i obres de canalització en el riu Bermejo.
Posteriorment es traslladà al Brasil, on va dirigir la xarxa de canals i obres del Riu Tietê i va construir la central elèctrica de São Paulo. De nou a l'Argentina va crear la companyia d'enginyeria Rodrigo Botet y Cía. amb la qual va construir el canal i port de Campana, a la província de Buenos Aires.
En commemoració seva l'Ajuntament de València li dedicà l'antiga plaça de Sant Jordi, al barri de Sant Francesc.